# Длиннопалый каменный дрозд
Длиннопалый каменный дрозд (лат. Monticola explorator) — птица из семейства мухоловковых (Muscicapidae).

## Описание
Длина длиннопалого каменного дрозда в среднем составляет 18 см. Его спина и голова имеют серовато-голубоватое оперение, кончики его крыльев и верхняя часть его хвоста черновато-коричневые. Брюшная сторона тела и подхвостье оранжевые с каштановым оттенком. Самка коричневая, брюшная сторона тела слегка оранжевая, а шея слегка беловатая.

## Распространение
Длиннопалый каменный дрозд обитает в Южной Африке, Эсватини и Лесото. Ещё встречается на юге Мозамбика. Его естественная среда обитания — субтропические или тропические высокогорные луга.

## Размножение
Гнездо строит исключительно самка. Оно представляет собой платформу из веток и корней с чашеобразной полостью, которая выстлана более тонким материалом. Гнездо обычно располагается в скальной расщелине, на выступе или под скалой.
Сезон откладывания яиц проходит примерно с сентября по январь. В кладке в среднем 2-3 яйца, которые насиживаются самкой около 13-15 дней.
После вылупления, птенцы покидают гнездо примерно через 16-18 дней.

## Питание
Длиннопалый каменный дрозд питается различными членистоногими, иногда фруктами, растениями и семенами. Пищу добывает на земле.

## Подвиды
Вид включает следующие подвиды:
- Monticola explorator explorator (Vieillot, 1818)
- Monticola explorator tenebriformis Clancey, 1952[6]